# B-Sides & Rarities (album Nick Cave and the Bad Seeds)
B-Sides & Rarities – album kompilacyjny wydany w marcu 2005 przez zespół Nick Cave and the Bad Seeds. Płyta zawiera kolekcję nagrań zebranych w prawie 20 letniej historii zespołu ze stron B większości singli oraz z utworów wcześniej nie publikowanych. Do takich należą na przykład nagrania z udziałem Shane'a MacGowana oraz akustyczne wersje utworów „Deanna” czy „The Mercy Seat”. Jest to także jedyne wydawnictwo w którym uczestniczyli wszyscy członkowie Bad Seeds, byli oraz obecni czyli: Nick Cave, Mick Harvey, Blixa Bargeld, Thomas Wydler, Martyn P. Casey, Conway Savage, Jim Sclavunos, Warren Ellis, Barry Adamson, Kid Congo Powers, James Johnston, Roland Wolf oraz Hugo Race.

## Spis utworów
Wszystkie piosenki autorstwa Nicka Cave'a, chyba że napisano inaczej.

### Dysk 1
1. „Deanna (Wersja Akustyczna)” - 2:51
  -     - Akustyczna wersja utworu zawartego na albumie 'Tender Prey' załączona jako bonus w postaci 7" krążka winylowego do pierwszych edycji tego albumu w roku 1990

  - Cave - Śpiew
  - Harvey - Gitara, Śpiew
  - Wydler - Instrumenty Perkusyjne
  - Congo Powers, Bargeld, Wolf - Klaskanie, Śpiew
2. „The Mercy Seat (Wersja Akustyczna)” - 3:45 (Cave/Cave, Harvey)
  -     - Akustyczna wersja utworu zawartego na albumie 'Tender Prey' załączona jako bonus w postaci 7" krążka winylowego do pierwszych edycji albumu w roku 1990

  - Cave - Śpiew
  - Harvey - Gitara, Śpiew
  - Wolf - Pianino
  - Bargeld - Śpiew
3. „City of Refuge (Wersja Akustyczna)” - 2:42
  -     - Akustyczna wersja utworu zawartego na albumie 'Tender Prey' załączona jako bonus w postaci 7" krążka winylowego do pierwszych edycji albumu w roku 1990

  - Cave - Śpiew
  - Harvey - Gitara, Śpiew
  - Bargeld, Wydler, Congo Powers, Wolf - Klaskanie, Śpiew
4. „The Moon is in the Gutter” - 2:35
  -     -  strona B singla 'In the Ghetto' z 1984

  - Cave - Śpiew, Pianino
  - Bargeld - Gitara
  - Race - Gitara
  - Adamson - Gitara Basowa
  - Harvey - Perkusja
5. „The Six Strings that Drew Blood” - 4:47
  -     - strona B singla 'Tupelo' z 1985

  - Cave - Śpiew, Gwizdanie
  - Harvey - Gitara, Gitara Basowa, Syntezator
  - Bargeld - Gitara
6. „Rye Whiskey” - 3:27 (Trad-Arr: Cave/Harvey)
  -     - Pierwotnie utwór zawarty na flexidysku wydanym z magazynem Reflex w 1989

  - Cave - Śpiew, Harmonijka
  - Harvey - Gitara Akustyczna, Perkusja
  - Race - Gitara
  - Tracy Pew - Gitara Basowa
7. „Running Scared” - 2:06 (Orbison/Melson)
  -     - strona B singla 'The Singer' z 1986

  - Cave - Śpiew
  - Harvey - Perkusja, Aranżacje smyczkowe
  - Race - Gitara
  - Tracy Pew - Gitara Basowa
8. „Black Betty” - 2:32 (Leadbelly)
  -     - strona B singla 'The Singer' z 1986

  - Cave - Śpiew
  - Harvey - Perkusja, Śpiew
  - Bargeld - Śpiew
9. „Scum” - 2:53 (Cave/Cave, Harvey)
  -     - Flexidysk sprzedawany podczas koncertów w 1986

  - Cave - Śpiew
  - Bargeld - Gitara
  - Harvey - Gitara Basowa
  - Wydler - Perkusja
10. „The Girl at the Bottom of My Glass” - 4:48
  -     - strona B singla 'Deanna' z 1988

  - Cave - Śpiew, Gitara
  - Harvey - Perkusja, Śpiew
  - Tony Cohen - Śpiew
11. „The Train Song” - 3:26
  -     - strona B singla 'The Ship Song' z 1990

  - Cave - Śpiew, Pianino
  - Harvey - Gitara Akustyczna, Gitara Basowa
  - Bargeld - Gitara
  - Congo Powers - Gitara Tremolo
  - Wydler - Perkusja
  - Harvey & Bill McGee - Aranżacje smyczkowe
12. „Cocks 'N' Asses” - 5:43 (Cave/Cave, Van Vugt)
  -     - strona B singla 'The Weeping Song' z 1990

  - Cave - Pianino, Śpiew, Syntezator Smyczkowy
  - Harvey - Gitara, Efekty Dźwiękowe
  - Victor Van Vugt - Automat Perkusyjny
13. „Blue Bird” - 2:46
  -     - strona B singla 'Straight to You / Jack the Ripper' w 1992

  - Cave - Śpiew, Pianino, Organy Hammonda
  - Harvey - Marimba
  - Casey - Gitara Basowa
  - Wydler - Perkusja
14. „Helpless” - 3:51 (Young)
  -     - Z płyty Neil Young Tribute/Charity Album 'The Bridge' z 1989. Także strona B singla 'The Weeping Song' z 1990

  - Cave - Śpiew, Syntezator
  - Harvey - Gitara Akustyczna, Gitara Basowa, Organy, Perkusja, Śpiew
  - Congo Powers - Gitara Slide
  - Bronwyn Adams - Śpiew
15. „God's Hotel” - 3:07
  -     - Nagranie na żywo dla radia KCRW Santa Monica. Wydano na składance 'Rare on Air Vol. 1', Mammoth Records, 1992

  - Cave - Śpiew
  - Harvey - Gitara Akustyczna
  - Bargeld - Gitara Slide
  - Savage - Pianino
  - Casey - Gitara Basowa
  - Wydler - Perkusja
16. „(I'll Love You) Till the End of the World” - 3:58
  -     - Z płyty 'Until The End Of The World' soundtrack do filmu o tym samym tytule z 1991. Także strona B singla 'Loverman' z 1994

  - Cave - Śpiew, Pianino
  - Bargeld - Gitara
  - Harvey - Gitara Akustyczna, Gitara Basowa, Aranżacje smyczkowe
  - Wydler - Perkusja
  - Bronwyn Adams - Skrzypce
17. „Cassiel's Song” - 3:35
  -     - Z płyty 'Faraway, So Close' soundtrack do filmu o tym samym tytule z 1993. Także strona B singla 'Do You Love Me?' z 1994

  - Cave - Śpiew, Pianino
  - Adamson - Gitara Basowa, Timpani
  - Harvey - Aranżacje smyczkowe
18. „Tower of Song” - 5:39 (Cohen)
  -     - Z płyty Leonard Cohen tribute 'I'm Your Fan', 1991

  - Cave - Śpiew
  - Harvey - Gitara
  - Bargeld - Gitara, Śpiew
  - Casey - Gitara Basowa
  - Wydler - Perkusja
19. „What Can I Give You?” - 3:40
  - Z darmowej płyty promocyjnej wydanej we Francji dołączanej do albumu 'Henry’s Dream' w 1992
  - Cave - Śpiew, Pianino
  - Harvey - Gitara Akustyczna
  - Savage - Pianino Elektryczne
  - Casey - Gitara Basowa
  - Wydler - Perkusja

### Dysk 2
1. „What a Wonderful World” - 3:04 (Weiss/Douglas)
  -     - Z singla 'What a Wonderful World', 1992

  - Cave - Śpiew
  - Shane MacGowan - Śpiew
  - Harvey - Gitara Akustyczna
  - Bargeld - Gitara
  - Savage - Pianino
  - Casey - Gitara Basowa
  - Wydler - Perkusja
  - Bill McGee - Aranżacja
2. „Rainy Night in Soho” - 3:58 (MacGowan)
  -     - Z singla 'What a Wonderful World', 1992

  - Cave - Śpiew
  - Harvey - Gitara Akustyczna, Wibrafon
  - Bargeld - Gitara
  - Savage - Pianino
  - Casey - Gitara Basowa
  - Wydler - Perkusja
  - Harvey & Bill McGee - Smyczki oraz Aranzacje
3. „Lucy (Version #2)” - 2:23
  -     - Z singla 'What a Wonderful World', 1992

  - MacGowan - Śpiew
  - Cave - Pianino, Śpiew
  - Harvey & Bill McGee - Aranżacje smyczkowe
4. „Jack the Ripper (Wersja Akustyczna)” - 4:45
  -     - strona B singla w limitowanej wersji 7"  'Straight to You / Jack the Ripper', 1992

  - Cave - Śpiew
  - Harvey - Gitara Akustyczna
  - Bad Seeds - Śpiew, Instrumenty Perkusyjne
5. „Sail Away” - 4:13
  -     - strona B singla 'Do You Love Me?' z 1994

  - Cave - Śpiew, Organy Hammonda
  - Harvey - Marimba
  - Savage - Śpiew
  - Casey - Gitara Basowa
  - Wydler - Perkusja
6. „There's No Night Out in the Jail” - 3:43 (John Harold Ashe)
  -     - Nagrano w 1993 na płytę mającą zawierać tradycyjne australijskie utwory w nowoczesnych wersjach. Płyta nigdy nie została wydana.

  - Cave - Śpiew, Harmonijka
  - Harvey - Organy, Gitara
  - Savage - Pianino
  - Casey - Gitara Basowa
  - Wydler - Perkusja
7. „That's What Jazz is to Me” - 5:05 (Cave/Cave, Harvey, Savage, Wydler)
  -     - strona B singla 'Red Right Hand' z 1994

  - Cave - Śpiew, Pianino
  - Savage - Organy Hammonda
  - Harvey - Gitara Basowa
  - Wydler - Perkusja
8. „The Willow Garden” - 3:59 (Trad-Arr: Cave/Ellis)
  -     - strona B singla 'Where the Wild Roses Grow' z 1995

  - Savage - Śpiew, Pianino
  - Cave - Organy Hammonda
  - Ellis - Skrzypce
  - Casey - Gitara Basowa
  - Harvey - Cymbały
9. „The Ballad of Robert Moore and Betty Coltrane” - 3:35
  -     - strona B singla 'Where the Wild Roses Grow' z 1995

  - Cave - Śpiew, Organy Hammonda, Pianino, Efekty Dźwiękowe
  - Harvey - Gitara Akustyczna
  - Casey - Gitara Basowa
  - Wydler - Perkusja, Instrumenty Perkusyjne
  - Terry Edwards - Brass Section
10. „King Kong Kitchee Kitchee Ki-Mi-O” - 3:10 (Trad-Arr: Cave)
  -     - strona B singla 'Henry Lee' z 1996

  - Cave - Śpiew
  - Bargeld - Gitara
  - Ellis - Skrzypce
  - Race - Gitara
  - Casey - Gitara Basowa
  - Wydler - Perkusja
  - Sclavunos, Tony Cohen, Astrid Munday - Instrumenty Perkusyjne
11. „Knoxville Girl” - 3:36 (Trad-Arr: Cave/Johnston)
  -     - strona B singla 'Henry Lee', 1996

  - Cave - Śpiew
  - Johnston - Gitara
12. „Where the Wild Roses Grow" - 3:47
  -     - Wersja z wokalem prowadzącym w wykonaniu z roku 1995 Blixy Bargelda. Nigdy wcześniej nie wydana.

  - Bargeld - Śpiew, Gitara
  - Cave - Śpiew, Pianino
  - Harvey - Gitara, Śpiew
  - Casey - Gitara Basowa
  - Savage - Pianino
  - Wydler - Perkusja
  - Sclavunos - Dzwony Rurowe
13. „O’Malley's Bar Pt. 1” - 5:16
  -     - Z nagrania do audycji Marka Radcliffe'a z Radio 1, 1996

  - Cave - Śpiew
  - Harvey - Pianino
  - Savage - Organy
  - Casey - Gitara Basowa
  - Wydler - Perkusja
  - Sclavunos - Werbel
14. „O’Malley's Bar Pt. 2” - 6:38
  -     - Z nagrania do audycji Marka Radcliffe'a z Radio 1, 1996

  - Cave - Śpiew
  - Harvey - Pianino
  - Savage - Organy
  - Casey - Gitara Basowa
  - Wydler - Perkusja
  - Sclavunos - Werbel
15. „O’Malley's Bar Pt. 3” - 4:57
  -     - Z nagrania do audycji Marka Radcliffe'a z Radio 1, 1996

  - Cave - Śpiew
  - Harvey - Pianino
  - Savage - Organy
  - Casey - Gitara Basowa
  - Wydler - Perkusja
  - Sclavunos - Werbel
16. „Time Jesum Transeuntum Et Non Riverentum” - 6:22 (Cave/Cave, Ellis, Turner, White)
  - Z udziałem zespołu Dirty Three. Ukryty utwór na albumie Songs in the Key of X z 1996
  - Cave - Śpiew, Pianino
  - Ellis - Skrzypce
  - Mick Turner - Gitara
  - Jim White - Perkusja
17. „O’Malley's Bar Reprise” - 1:03
  -     - Z nagrania do audycji Marka Radcliffe'a z Radio 1, 1996

  - Cave - Śpiew
  - Harvey - Pianino
  - Savage - Organy
  - Casey - Gitara Basowa
  - Wydler - Perkusja
  - Sclavunos - Werbel
18. „Red Right Hand” - 6:01 (Cave/Cave, Harvey, Wydler)
  -     - Z nagrania do filmu Krzyk 3. Poprzednio nie wydane, 1999

  - Cave - Śpiew, Organy Hammonda
  - Harvey - Gitara
  - Bargeld - Gitara
  - Casey - Gitara Basowa
  - Wydler - Perkusja, Instrumenty Perkusyjne
  - Adamson - Orchestral Arrangement

### Dysk 3
1. „Little Empty Boat” - 4:26 (Cave/Cave, Bargeld, Casey, Harvey)
  -     - strona B singla 'Into My Arms', 1997

  - Cave - Śpiew, Pianino
  - Harvey - Gitara, Organy
  - Bargeld - Gitara, Śpiew
  - Casey - Gitara Basowa, Śpiew
  - Wydler - Perkusja, Śpiew
  - Sclavunos - Instrumenty Perkusyjne
  - Ellis - Skrzypce
2. „Right Now I'm A-Roaming” - 4:21 (Cave/Cave, Casey, Harvey, Savage, Wydler)
  - strona B singla 'Into My Arms', 1997
  - Cave - Śpiew, Syntezator
  - Harvey - Organy, Gitara, Śpiew
  - Bargeld - Gitara, Śpiew
  - Savage - Pianino
  - Casey - Gitara Basowa
  - Wydler - Perkusja
  - Sclavunos - Dzwonki
3. „Come Into My Sleep” - 3:47
  -     - strona B singla '(Are You) The One That I've Been Waiting For', 1997

  - Cave - Śpiew
  - Harvey - Ksylofon, Gitara, Organy
  - Bargeld - Gitara
  - Savage - Pianino
  - Casey - Gitara Basowa
  - Wydler - Perkusja
  - Sclavunos - Bongos
4. „Black Hair (Wersja zespołu)” - 4:13
  -     - strona B singla '(Are You) The One That I've Been Waiting For', 1997

  - Cave - Śpiew, Pianino
  - Sclavunos - Organy
  - Casey - Gitara Basowa
  - Wydler - Perkusja
5. „Babe, I Got You Bad” - 3:51
  -     - strona B singla '(Are You) The One That I've Been Waiting For', 1997

  - Cave - Śpiew
  - Harvey - Gitara, Organy
  - Bargeld - Gitara
  - Savage - Pianino
  - Casey - Gitara Basowa
  - Wydler - Perkusja
  - Sclavunos - Tamburyn
6. „Sheep May Safely Graze” - 4:14
  -     - Niewydane nagranie studyjne, 1996

  - Cave - Śpiew
  - Harvey - Gitara
  - Bargeld - Gitara
  - Savage - Pianino
  - Casey - Gitara Basowa
7. „Opium Tea” - 3:48 (Cave/Savage)
  -     - Niewydane nagranie studyjne, 1996

  - Cave - Śpiew, Organy Hammonda
  - Savage - Pianino
  - Casey - Gitara Basowa
  - Wydler - Perkusja
8. „Grief Came Riding” - 5:05
  -     - Z limitowanego wydania albumu 'No More Shall We Part', 2001

  - Cave - Śpiew, Pianino
  - Harvey - Gitara
  - Casey - Gitara Basowa
  - Wydler - Perkusja
  - Kate & Anna McGarrigle - Śpiew
9. „Bless His Ever Loving Heart” - 4:02
  -     - Z limitowanego wydania albumu 'No More Shall We Part', 2001

  - Cave - Śpiew, Pianino
  - Harvey - Gitara
  - Ellis - Skrzypce
  - Casey - Gitara Basowa
  - Wydler - Perkusja
  - Kate & Anna McGarrigle - Śpiew
10. „Good Good Day” - 4:04
  - strona B singla 'As I Sat Sadly By Her Side', 2001
  - Cave - Śpiew, Pianino
  - Harvey - Gitara
  - Bargeld - Gitara
  - Casey - Gitara Basowa
  - Wydler - Perkusja
  - Sclavunos - Tamburyn
11. „Little Janey's Gone” - 2:59
  - strona B singla 'As I Sat Sadly By Her Side', 2001
  - Cave - Śpiew, Pianino
  - Harvey - Gitara
  - Bargeld - Gitara
  - Ellis - Skrzypce
  - Casey - Gitara Basowa
  - Wydler - Perkusja
12. „I Feel So Good” - 1:44 (Lenoir)
  -     - Z filmu 'The Soul of a Man' by Wima Wendersa, 2003

  - Cave - Śpiew, Organy Hammonda
  - Harvey - Gitara, Śpiew
  - Savage - Pianino, Śpiew
  - Sclavunos - Perkusja
13. „Shoot Me Down” - 3:32
  - strona B singla 'Bring It On', 2003
  - Cave - Śpiew, Pianino
  - Harvey - Gitara, Organy Hammonda
  - Ellis - Skrzypce
  - Casey - Gitara Basowa
  - Wydler - Perkusja
  - Blockheads - Śpiew
14. „Swing Low” - 5:40
  -     - strona B singla 'Bring It On', 2003

  - Cave - Śpiew, Organy Hammonda
  - Harvey - Gitara, Organy Hammonda
  - Bargeld - Pedal Steel Guitar
  - Ellis - Skrzypce
  - Casey - Gitara Basowa
  - Wydler - Perkusja
  - Sclavunos - Dzwony Rurowe, Tamburyn
  - Blockheads - Śpiew
15. „Little Ghost Song” - 3:44
  -     - strona B singla 'He Wants You / Babe I'm On Fire', 2003

  - Cave - Śpiew, Pianino, Organy Hammonda
  - Savage - Vocal
  - Harvey - Gitara, Śpiew
  - Bargeld - Gitara
  - Ellis - Skrzypce
  - Casey - Gitara Basowa
  - Wydler - Perkusja
16. „Everything Must Converge” - 3:17
  -     - strona B singla 'He Wants You / Babe I'm On Fire', 2003

  - Cave - Śpiew, Organy Hammonda, Harmonijka
  - Bargeld - Gitara
  - Harvey - Gitara Basowa
  - Sclavunos - Perkusja
  - Blockheads - Śpiew
17. „Nocturama” - 4:01
  -     - strona B singla w limitowanej wersji 7" 'Rock Of Gibraltar', 2003

  - Cave - Śpiew
  - Harvey - Gitara
  - Bargeld - Gitara
  - Savage - Organy
  - Casey - Gitara Basowa
  - Wydler - Perkusja
  - Sclavunos - Shaker
  - Blockheads - Śpiew
18. „She's Leaving You” - 4:01 (Cave/Cave, Ellis, Casey, Sclavunos)
  -     - strona B singla 'Nature Boy', 2004

  - Cave - Śpiew, Pianino
  - Harvey - Gitara
  - Ellis - Bouzouki
  - Johnston - Organy
  - Savage - Pianino
  - Casey - Gitara Basowa
  - Sclavunos - Perkusja
  - Wydler - Tamburyn
19. „Under This Moon” - 4:01
  - strona B singla 'Breathless / There She Goes, My Beautiful World', 2004
  - Cave - Śpiew, Pianino
  - Harvey - Gitara
  - Ellis - Mandolin
  - Johnston - Organy
  - Casey - Gitara Basowa
  - Sclavunos - Perkusja
  - Wydler - Tamburyn

## Muzycy
- Bronwyn Adams:  Śpiew, Skrzypce
- Barry Adamson: Gitara Basowa, Timpani, Aranżacje orkiestralne
- Blixa Bargeld: Gitara,  Śpiew, Śpiew, Klaskanie, Gitara Slide, Instrumenty Perkusyjne
- Martyn P. Casey: Gitara Basowa,  Śpiew, Instrumenty Perkusyjne
- Nick Cave: Śpiew, Pianino, Organy Hammonda, Harmonijka, Śpiew, Syntezatory, Gwizdanie, Gitara, Syntezator Smyczkowy, Efekty Dźwiękowe
- Tony Cohen: Śpiew, Instrumenty Perkusyjne
- Kid Congo Powers: Śpiew, Klaskanie, Gitara Slide, Gitara Tremolo
- Terry Edwards: Sekcja Dęta
- Warren Ellis: Skrzypce, Mandolina, Bouzouki
- Mickey Gallagher: Śpiew
- Mick Harvey: Gitara, Śpiew, Gitara Akustyczna, Gitara Basowa, Organy, Perkusja, Aranżacje smyczkowe, Pianino, Organy Hammonda, Marimba, Syntezatory, Efekty Dźwiękowe, Cymbały, Wibrafon, Ksylofon
- Chas Jankel: Śpiew
- James Johnston: Organy, Gitara
- Shane MacGowan: Śpiew
- Anna McGarrigle: Śpiew
- Kate McGarrigle: Śpiew
- Bill McGee: Aranżacje smyczkowe
- Astrid Munday: Instrumenty Perkusyjne
- Tracy Pew: Gitara Basowa
- Hugo Race: Gitara
- Conway Savage: Pianino, Organy, Śpiew, Śpiew, Electric Pianino, Organy Hammonda, Instrumenty Perkusyjne
- Jim Sclavunos: Perkusja, Werbel, Tamburyn, Instrumenty Perkusyjne, Dzwony Rurowe, Organy, Bongosy, Dzwonki, Shaker
- Johnny Turnbull: Śpiew
- Mick Turner: Gitara
- Victor Van Vugt: Automat Perkusyjny
- Norman Watt-Roy: Śpiew
- Jim White: Perkusja
- Roland Wolf: Śpiew, Klaskanie, Pianino
- Thomas Wydler: Perkusja, Instrumenty Perkusyjne, Śpiew, Tamburyn, Klaskanie